# Erasmo Vásquez
Erasmo M. Vásquez war ein chilenischer Fußballspieler. Der Stürmer absolvierte zwei Länderspiele für La Roja.

## Karriere

### Verein
Erasmo Vásquez spielte mindestens 1916 für den La Cruz FC aus Valparaíso. Mehr ist über seine Vereinskarriere nicht bekannt.

### Nationalmannschaft
Erasmo Vásquez wurde für den Campeonato Sudamericano 1916 für die Auswahl Chiles nominiert, absolvierte aber kein Spiel beim Turnier in Argentinien. Kurz nach der Südamerikameisterschaft debütierte der Angreifer bei der 0:1-Niederlage im Freundschaftsspiel gegen Argentinien und spielte wenige Tage später bei der 1:4-Niederlage gegen Uruguay.